# Senador Sá
Senador Sá är en kommun i Brasilien.   Den ligger i delstaten Ceará, i den östra delen av landet, 1 600 km nordost om huvudstaden Brasília. Antalet invånare är 6 852.
Omgivningarna runt Senador Sá är huvudsakligen savann. Runt Senador Sá är det glesbefolkat, med 15 invånare per kvadratkilometer.